# Benjamin Henrichs
Benjamin Paa Kwesi Henrichs (Bocholt, 1997. február 23. –) német–ghánai származású német válogatott labdarúgó. A Bundesligában szereplő RB Leipzig játékosa.

## Pályafutása

### Ifjúsági csapatok
Az 1997-ben, ghánai anyai és német apa gyermekeként született Henrichs fiatalkora óta futballozik. Első jegyzett klubja Köln Porz városrészének csapata, a SpVg. Porz volt, innen igazolt át nyolcéves korában a patinás Bayer Leverkusen akadémiájára. A gyógyszergyáriaknál az évek során végigjárta a korosztályos csapatokat. Az U17-es csapatban 2012 augusztusában, 15 évesen debütált, első gólját novemberben, a nagy rivális Köln ellen szerezte. Az idényt a Bayer a csoportja (B-Junioren-Bundesliga West) harmadik helyén, Henrichs pedig 6 találattal zárta. A hatalmas tehetségnek bizonyuló támadó középpályás a következő szezont már az U19-eseknél kezdte, ahol rögtön a bemutatkozó mérkőzésén gólt szerzett a Bochum ellen. A bajnokság mellett, a felnőtt csapat Bajnokok ligája-szereplésésnek köszönhetően Henrichs pályára léphetett az UEFA Ifjúsági Ligában - ám a felnőttcsapattal ellentétben a fiatalok nem jutottak tovább csoportjukból. A Bayer az évet a bajnoki (A-Junioren-Bundesliga West) harmadik helyen zárta - igaz, sokáig vezették a tabellát. Emellett a kupában az elődöntőig jutottak. A következő, 2014-15-ös idény kimagaslóan jól sikerült Benny-nek, aki 22 bajnoki mérkőzésen 11 gólpasszt adott - így felkeltve a felnőttcsapatot edző Roger Schmidt figyelmét.

### Bayer Leverkusen
A 2015-16-os idényt Henrichs már a felnőttcsapat kerettagjaként kezdte meg, igaz az őszi szezonban még jobbára az U19-eseknél szerepelt - többször is csapatkapitányként. A német első osztályban Henrichs novemberben, a Borussia Dortmund ellen debütált, mindössze 18 és fél évesen. Három hónappal később, 2016 februárjában Benny bemutatkozhatott az Európa-ligában, ahol is 12 percet kapott a Sporting elleni mérkőzésen. Tavasszal a jobbhátvédek, Jedvaj és Hilbert sorozatos eltiltásai/sérülései miatt Henrichs újra lehetőséget kapott a felnőtteknél. Annak dacára, hogy eddig támadó játékosként szerepelt, olyan jól oldotta meg a jobbhátvéd szerepkört, hogy az utolsó öt Bundesliga-fordulót végigjátszotta. A következő, 2016-17-es idény kezdetén már egyértelműen a kezdőcsapatban számoltak vele, hol jobb, hol bal hátvédként. Szeptemberben Benny végre bemutatkozhatott a Bajnokok-ligájában - első mérkőzésén gólpasszt adott a CSZKA Moszkva ellen.

### AS Monaco
2018. augusztus 28-án a monacói együttes bejelentette, hogy 20 millió euróért szerződtették és 5 évre írt alá.
Szeptember 2-án lépett először pályára a Ligue 1-ben a bajnokság 2018/19-es idényének első fordulójában a Marseille elleni hazai 2–3-ra elvesztett bajnokin. A mérkőzésen kezdőként szerepelt és végigjátszotta a találkozót. Az 53. percben a második gólnál asszisztot adott, Radamel Falcaonak.
Szeptember 18-án mutatkozott be a klub színeiben a BL-ben az Atlético Madrid elleni 1–2-s hazai mérkőzésen.
Október 27-én jegyezte első gólját a bajnokság 11. fordulójában a Dijon FCO elleni 2–2-s találkozón.
2019. január 9-én első alkalommal lépett pályára Francia Ligakupa mérkőzésen, a Stade Rennais FC ellen. Mivel a rendesjátékidő 1–1-gyel ért véget, és a 2×15 perces hosszabbításban sem esett gól, így tizenegyesek következtek, Henrichs a 20. büntetőt érvényesítette 8–8. Majd 9–8-s sikerrel továbbjutottak az elődöntőbe. Január 22-én a Francia Kupába is pályára lépett, egy 1–3-ra elvesztett találkozón az FC Metz ellen.

### RB Leipzig

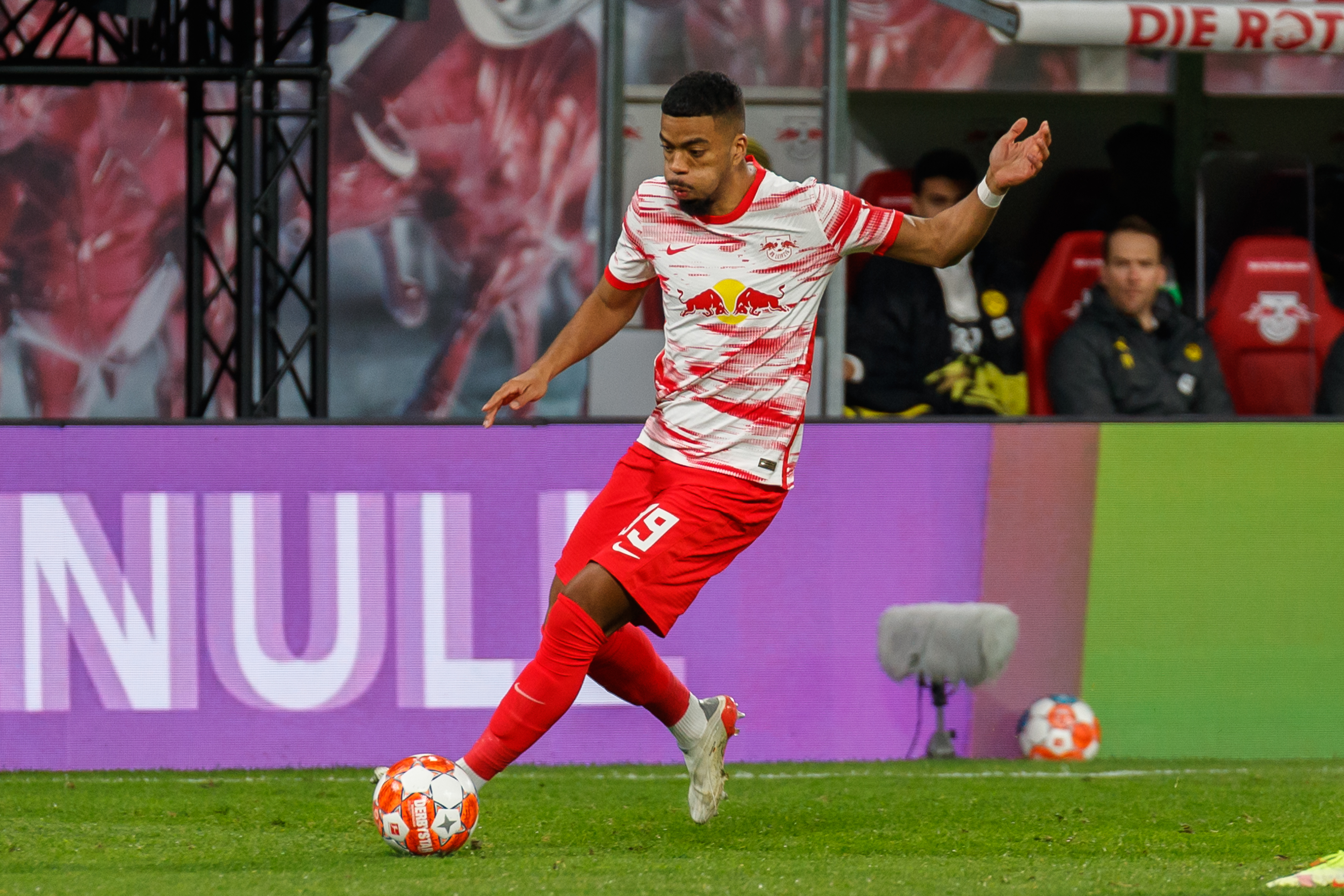
2021-ben az RB Leipzig színeiben.

2020. július 8-án a német élvonalban szereplő RB Leipzig vette kölcsön a következő szezon végéig, vásárlási opciót is szerezve Henrichs játékjogára.
Szeptember 12-én debütált az 1. FC Nürnberg ellen a 83. percben Dayot Upamecano-t váltva a 3–0-ra nyert idegenbeli kupamérkőzésen. 
Egy héttel később játszotta első Bundesliga mérkőzését az 1. FSV Mainz 05 elleni 3–1-re nyert bajnokin, csereként Kevin Kampl-t váltva.
Október 17-én lépett pályára első alkalommal a kezdőcsapatban és végigjátszotta az FC Augsburg elleni 2–0-ra nyert idegenbeli bajnokit. Három nappal később a BL-ben a Leipzig színeiben is pályára lépett, a török Başakşehir elleni 2–0-s hazai találkozón.
2021. április 10-én gólpasszt jegyzett az SV Werder Bremen elleni bajnoki 63. percében, melyet Marcel Sabitzer váltott gólra.
Április 12-én a klub bejelentette, hogy végleg kivásárolták az AS Monaco kötelékéből. A transfer   július elejétől lépett érvénybe.
December 11-én szerezte első gólját, miután Christopher Nkunku asszisztját követően helyezte a labdát a bal alsó sarokba, a Borussia Mönchengladbach elleni 4–1-re nyert bajnoki utolsó perceiben.
A következő fordulóban az FC Augsburg, és három fordulóval később a VfB Stuttgart ellen gólpasszal vette ki a részét.
2022. február 20-án a Hertha BSC ellen szerezte meg a találkozó első gólját, a mérkőzés 6–1-s idegenbeli győzelemmel végződött.
Március 13-án ismét gólt jegyzett a Greuther Fürth ellen, egy baloldali beadást Angeliño készített elő, amire Henrichs csúszó mozdulattal érkezett a labda pedig a kapu hosszú oldalába vágódott. Ezzel három gólra növelték előnyüket, a mérkőzés 6–1-s idegenbeli győzelemmel végződött.
Április 17-én lépett pályára 50. alkalommal a Leipzig színeiben, korábbi csapata ellen a Bayer Leverkusen elleni győztes bajnokin.
Április 21-én a Német Kupa elődöntő mérkőzésen az 1. FC Union Berlin elleni 2–1-re nyert találkozó hajrájának utolsó góljánál asszisztot jegyzett, melyet Emil Forsberg fejelt a kapuba.
Május 21-én pályára lépett a Német Kupa döntőjében az SC Freiburg elleni 1–1-es mérkőzésen, majd a hosszabbítás után a tizenegyespárbajban az utolsó büntetőt értékesítette; az összecsapás 4–2-es győzelemmel ért véget.
2023. május 20-án lépett pályára a klub színeiben 100. mérkőzésén, a Bayern München otthonában megnyert 3–1-s bajnokin.

### A válogatottban
Henrichs fiatalkora óta német válogatott. Szerepelt a német U15-ös, U16-os és U17-es csapatban is. Az U17-esekkel kijutott a 2014-es Európa-bajnokságra, ahol is meglepetésre a Nationalelf már a csoportkörben kiesett. Henrichs csapatkapitányként mindhárom csoportmeccset végigjátszotta, illetve ő szerezte a németek egyetlen gólját. Henrichs-ék 2016-os U19-es Eb-n is hasonlóan szerepeltek, ám a 2017-es U20-as világbajnokságon való részvételért tartott helyosztót sikerült megnyerniük - méghozzá Henrichs tizenegyesével. Bekerült a 2019-es U21-es labdarúgó-Európa-bajnokságra utazó keretbe.

#### 2020. évi nyári olimpia
2021. július 5-én Stefan Kuntz szövetségi kapitány behívta a 2020. évi nyári olimpiai játékok 19-fős keretébe.
Három mérkőzésen lépett pályára, és mind a hármat végigjátszotta. Mivel egy találkozót nyertek meg Saud Arábia ellen, Elefántcsontpart ellen döntetlen, majd Brazília ellen vereséget szenvedtek, ezért a csoportkörben a harmadik helyen végeztek, és búcsúztak a tornától.

### A felnőttcsapatban
2016. november 4-én Joachim Löw behívta a San Marino elleni vb-selejtezőre, és az Olaszország elleni barátságos mérkőzésre.
November 11-én San Marino  ellen kezdőként mutatkozott be a csapatban, és végigjátszotta a 8–0-ra nyert idegenbeli találkozót.
Tagja volt a 2017-es konföderációs kupa győztes csapatának. A csoportkör utolsó mérkőzésen Kamerun, és az elődöntőben Mexikó ellen is pályára lépett, mind a két találkozón gólpasszt jegyzett.
Több mint három év után, 2020. október 7-én lépett pályára újból, a Törökország elleni 3–3-s barátságos mérkőzésen. 2024. június 7-én bekerült Julian Nagelsmann szövetségi kapitány 26 fős keretébe, amely a 2024-es labdarúgó-Európa-bajnokságon részt vett.

## Statisztika
2024. december 20-i állapot szerint.
| Klub                 | Szezon           | Bajnokság        | Bajnokság | Bajnokság | Kupa  | Kupa  | Ligakupa | Ligakupa | Nemzetközi | Nemzetközi | Egyéb | Egyéb | Összes | Összes |
| Klub                 | Szezon           | Liga             | Mérk.     | Gólok     | Mérk. | Gólok | Mérk.    | Gólok    | Mérk.      | Gólok      | Mérk. | Gólok | Mérk.  | Gólok  |
| -------------------- | ---------------- | ---------------- | --------- | --------- | ----- | ----- | -------- | -------- | ---------- | ---------- | ----- | ----- | ------ | ------ |
| Bayer Leverkusen     | 2015/16          | Bundesliga       | 9         | 0         | 0     | 0     | —        | —        | 1          | 0          | —     | —     | 10     | 0      |
| Bayer Leverkusen     | 2016/17          | Bundesliga       | 29        | 0         | 1     | 0     | —        | —        | 7          | 0          | —     | —     | 37     | 0      |
| Bayer Leverkusen     | 2017/18          | Bundesliga       | 23        | 0         | 5     | 0     | —        | —        | —          | —          | —     | —     | 28     | 0      |
| Bayer Leverkusen     | 2018/19          | Bundesliga       | 1         | 0         | 0     | 0     | —        | —        | —          | —          | —     | —     | 1      | 0      |
| Bayer Leverkusen     | Összesen         | Összesen         | 62        | 0         | 6     | 0     | 0        | 0        | 8          | 0          | 0     | 0     | 76     | 0      |
| Monaco               | 2018/19          | Ligue 1          | 22        | 1         | 1     | 0     | 2        | 0        | 4          | 0          | —     | —     | 29     | 1      |
| Monaco               | 2019/20          | Ligue 1          | 13        | 0         | 1     | 0     | 1        | 0        | —          | —          | —     | —     | 15     | 0      |
| Monaco               | Összesen         | Összesen         | 35        | 1         | 2     | 0     | 3        | 0        | 4          | 0          | 0     | 0     | 44     | 1      |
| RB Leipzig (kölcsön) | 2020/21          | Bundesliga       | 13        | 0         | 4     | 0     | —        | —        | 3          | 0          | —     | —     | 20     | 0      |
| RB Leipzig           | 2021/22          | Bundesliga       | 22        | 3         | 5     | 0     | —        | —        | 10         | 0          | —     | —     | 37     | 3      |
| RB Leipzig           | 2022/23          | Bundesliga       | 30        | 2         | 6     | 2     | —        | —        | 7          | 0          | 1     | 0     | 44     | 4      |
| RB Leipzig           | 2023/24          | Bundesliga       | 33        | 1         | 2     | 0     | —        | —        | 6          | 0          | 1     | 0     | 42     | 1      |
| RB Leipzig           | 2024/25          | Bundesliga       | 15        | 0         | 3     | 0     | —        | —        | 6          | 0          | —     | —     | 24     | 0      |
| RB Leipzig           | Összesen         | Összesen         | 113       | 6         | 20    | 2     | 0        | 0        | 32         | 0          | 2     | 0     | 167    | 8      |
| KARRIER ÖSSZESEN     | KARRIER ÖSSZESEN | KARRIER ÖSSZESEN | 210       | 7         | 28    | 2     | 3        | 0        | 44         | 0          | 2     | 0     | 287    | 9      |

Jegyzetek
1. ↑  Mérkőzése(i) az Európa Ligában
2. 1 2 3 4 5 6  Mérkőzése(i) a Bajnokok Ligájában
3. ↑  A Bajnokok Ligájában négyszer, az Európa Ligában hatszor lépett pályára
4. 1 2  Mérkőzése(i) a DFL-Supercup-ban

### A válogatottban
2022. április 20-i állapot szerint.
| Németország | Németország | Németország |
| Év          | Mérk.       | Gólok       |
| ----------- | ----------- | ----------- |
| 2016        | 1           | 0           |
| 2017        | 2           | 0           |
| 2020        | 2           | 0           |
| 2022        | 1           | 0           |
| ÖSSZESEN    | 6           | 0           |

## Sikerei, díjai

### Klub

#### RB Leipzig
- - DFB-Pokal: 2021–22, 2022–23
  - Német szuperkupa: 2023

### Válogatott
- Németország
  - Konföderációs kupa: 2017

### Egyéni
- Fritz Walter-medál (U19) – aranyérmes: 2016